# Catharina Ykens II

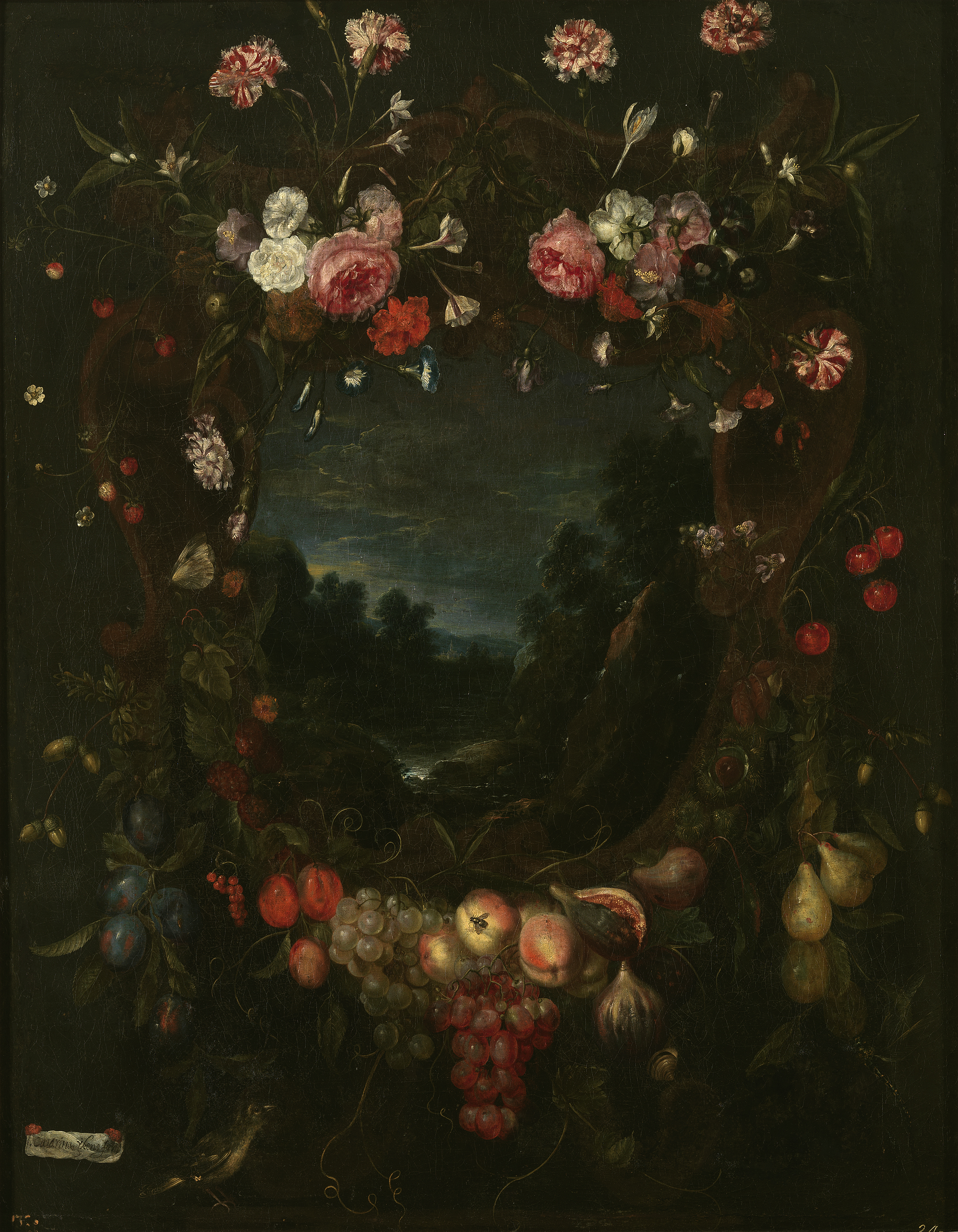
Bloemen- en fruitkrans rond een landschap (1689), olieverf op doek, afmeting: 90 x 70 cm.

Catharina Ykens (Eyckens of IJkens) (Antwerpen, 1659 - ?, na 1688) was een Vlaamse schilderkunstenares. Net als zoveel kunstenaressen in de vroegmoderne periode behoorde ze tot een kunstenaarsfamilie.
Catharine Ykens was de dochter van kunsthistorieschilder Jan Ykens, haar broer was de schilder Peter Ykens, en haar oom was de bloemen- en stillevenschilder Frans Ykens. De thema’s en onderwerpen die zij doorgaans schilderde – men kent haar bloemen- en vruchtenkransen, bloemstukken of vanitastaferelen – hebben uiteraard een persoonlijke stijl, maar sluiten meer aan bij de stijl en het oeuvre van haar oom dan bij dat van haar vader.

## Levensloop en carrière
Over de levensloop en voornamelijk de jongere levensjaren van Catharina Ykens is maar weinig informatie beschikbaar. Het enige wat we weten is dat zij tussen 1687 en 1687 als kunstenares en wijnmeesteres (dochter van een meester) toetrad tot het Sint-Lucasgilde in Antwerpen. Daarnaast vermelden de Liggeren, het historische archief der Sint-Lucasgilde, dat Ykens zes gulden lidgeld betaalde en ook een geestelijk dochter was. Het lidmaatschap, als meester, was verplicht om bevoegd te zijn om een zelfstandige, eigen werkplaats te leiden en gezellen in dienst te nemen. Het is algemeen bekend dat nieuwe meesters alleen na een afgelegde en goedgekeurde meesterproef werden aangenomen, maar in het schildersvak ontstond reeds vanaf de 16e eeuw de gewoonte dat hij die na de volbrachte verplichte leertijd als zelfstandig meester optrad, zijn of haar kunstwerken signeerden (wanneer gewenst), zonder nadere proef in het Sint-Lucasgilde kon worden toegelaten. Als dochter van een meester bevond Catharina Ykens zich waarschijnlijk in die positie. Op twee bij elkaar behorende 17e-eeuwse olieverfschilderijen met bloemkransen rond een landschap bracht zij namelijk haar persoonlijke signatuur aan. Of ze als kunstenares verder een succesvolle carrière had weten we niet. In ieder geval raakt na 1688 elk spoor van haar bijster.

## Werken

###### Bloemen- en fruitkrans rond een landschap & bloemkrans rond een landschap (1688-1689)

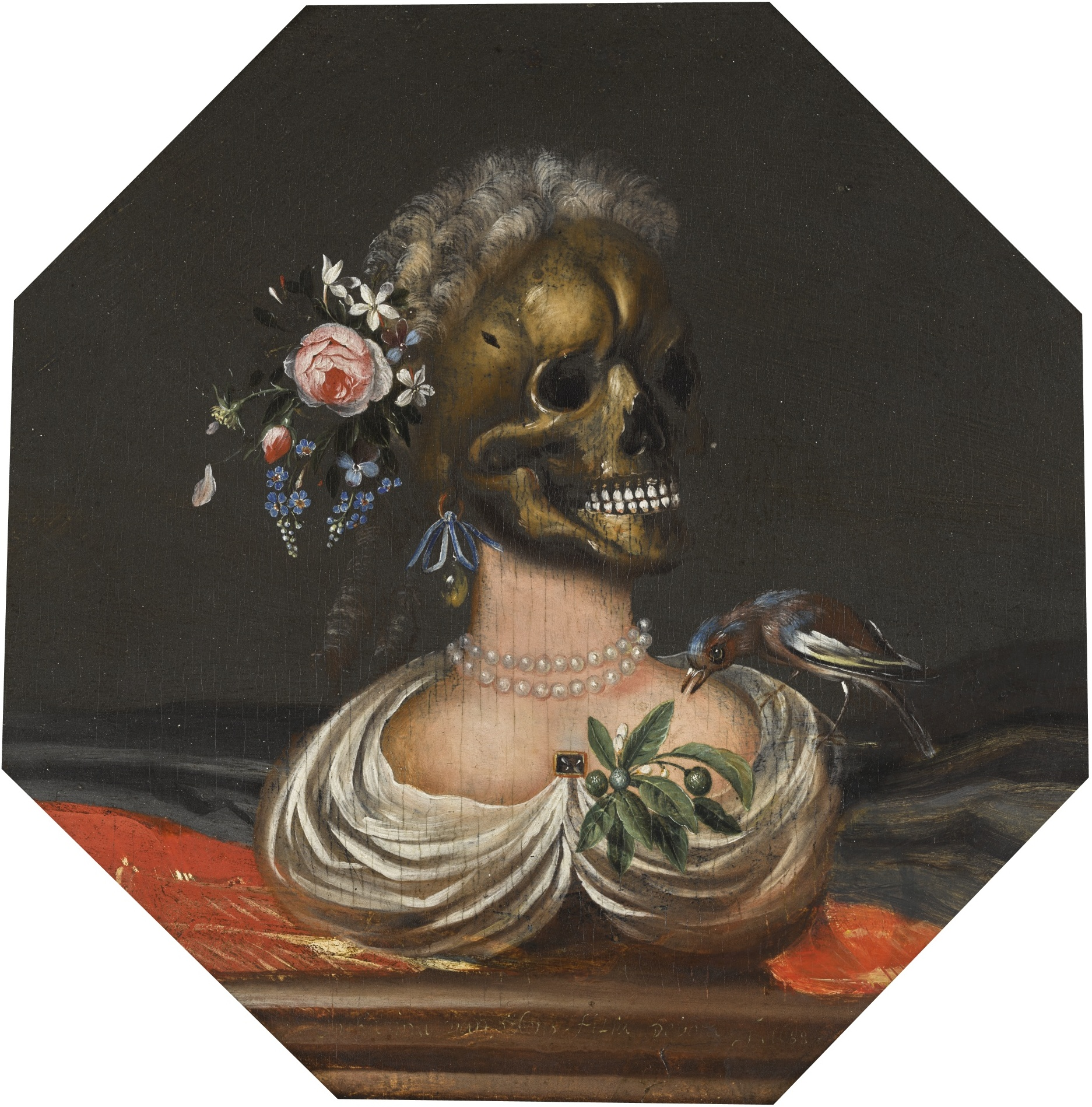
Memento Mori (1689), olieverf op paneel, afmeting: 21 x 21 cm.

Sinds 1827 bezit het Prado Museum in Madrid twee door Catharina Ykens gesigneerde guirlandes (bloemkransen) rond een landschap. De twee olieverfschilderijen maakten aanvankelijk deel uit van de collectie van het Palacio de Aranjuez. Het is niet bekend hoe de twee werken, die als pendanten worden beschouwd, op het Spaanse continent terecht zijn gekomen. De bloemen- en fruitkrans rond een landschap uit 1688-1689 is een symmetrische compositie waarin een bloemenkrans, bestaande uit voornamelijk rozen en anjers, centraal staat. Onderaan de krans worden er verschillende vruchten, noten en bladeren afgebeeld. Het tafereel is verlevendigd met twee vogels en verschillende kleine insecten. Op witte bandenrol links onderaan is door Catharina Ykens haar persoonlijke signatuur aangebracht. Het is volgens een aantal kunstkenners onwaarschijnlijk dat het bosrijke landschap in de stijl van de Brusselse landschapsschilder Jacques d’Arthois op de achtergrond vervaardigd is door Ykens zelf. De tegenhanger van het hiervoor beschreven kunstwerk is de bloemenkrans rond een landschap. Dit schilderij is eveneens een compositie bestaande uit bloemen en bladeren met op de achtergrond een natuurlijk landschap. Bij dit werk is het natuurlandschap ook niet door Catharina Ykens vervaardigd, maar door een onbekende schilder die tot op heden nog niet is geïdentificeerd.

###### Memento Mori (1689)
Memento Mori is eveneens een kunstwerk waarvan er bewijzen bestaan dat het is vervaardigd en gesigneerd door Catharina Ykens. Dit minuscule kunstwerk van olieverf op paneel dateert uit 1689 en is afkomstig uit een privécollectie. Het is een vrouwenbuste van vlees en bloed die overloopt in een duister afgeschilderd doodshoofd, een typisch icoon voor een vanitas-stilleven. Het herinnert de toeschouwer aan de eindigheid van het leven ofwel van de memento mori. De voortdurende nabijheid van de dood en vergankelijkheid van het leven wordt ook gesymboliseerd middels de bloemen in het grijze haar en de juwelen om de nek van de buste. De vogel die zijn kop uitstrekt om een besje te pikken, is een metafoor voor de dood die de mens achter elke hoek besluipt. Dit vanitas-stilleven past binnen het oeuvre van Catharina Ykens, een geestelijk dochter voor wie het aardse leven vergankelijk was en wiens leven in het teken stond van God en het leven na de dood.
- Biografisch Portaal: 54609474
- RKD-Nederlands Instituut voor Kunstgeschiedenis: 85947
- Union List of Artist Names: 500040886
- Virtual International Authority File: 95945878